# Kerivoula muscina
Kerivoula muscina là một loài động vật có vú trong họ Dơi muỗi, bộ Dơi. Loài này được Tate mô tả năm 1941.